# Vilnius NMC
Vilnius NMC ou Naujasis miesto centras (en français : Nouveau centre-ville) est un quartier d'affaires en plein développement à Vilnius, en Lituanie,,,,,. Il constitue le quartier d’affaires le plus important du pays et le plus vaste des États baltes.
Entre 2000 et 2018, plus de 480 000 m2 de surface de plancher ont été ajoutés au NMC de Vilnius. La majeure partie de cette croissance a eu lieu après 2010, avec un développement soutenu depuis 2020. Depuis 2022, Vilnius connaît un afflux important de professionnels étrangers, dont beaucoup travaillent dans le NMC.
Le gouvernement de Vilnius a créé une carte 3D virtuelle de la zone permettant de visualiser les bâtiments actuels et futurs,.